# Drupadia balina
Drupadia balina är en fjärilsart som beskrevs av Hans Fruhstorfer 1914. Drupadia balina ingår i släktet Drupadia och familjen juvelvingar. Inga underarter finns listade i Catalogue of Life.